# Ekološko kmetijstvo
Ekolóško kmetovánje ali ékokmetovánje je eden izmed odgovorov na ekološke probleme sodobnega sveta. Razlogi za ekološko kmetovanje so predvsem varna in zdrava hrana, varstvo okolja, skrb za dobro počutje živali in spodbujanje biotske raznovrstnosti. Ekološko kmetijstvo se osredotoča na delo skupaj z naravo in ne proti njej.
V zadnjem času se vse bolj kažejo pomanjkljivosti intenzivnega poljedelstva in živinoreje, ki prevladuje v razvitem svetu. Gre predvsem za ekološke probleme, ki jih povzroča intenzivno kmetovanje. Prevelike količine mineralnih gnojil in drugih kemikalij, ki jih uporabljajo v kmetijstvu onesnažujejo reke in morja. V telesih vseh živih bitij je čedalje več pesticidov in njihova proizvodnja se še vedno povečuje. Zaradi porušenega ravnotežja je škodljivcev vedno več. Tako pridelana hrana je biološko siromašnejša. V njej je manj vitaminov, mineralov in mikroelementov, kot jih človek potrebuje.
V intenzivni živinoreji uporabljajo hormonske in kemične dodatke s katerimi poizkušajo pri živalih čim prej doseči čim večji prirast mesa. Vsi pa z mesno in mlečno prehrano preidejo tudi v človeško telo.
Ekološko kmetovanje pomeni tudi način življenja in mišljenja. Vsako živilo se ocenjuje glede na okus, uporabnost in prehransko vrednost (kalorije, vitamini, minerali). Upošteva se tudi socialno-kulturne in ekološke vrednosti. Ekološka živila imajo visoko ekološko vrednost, saj ekološko kmetijstvo pazljivo ravna z naravnimi viri.

## Glavne značilnosti ekološkega kmetovanja
Nekatere glavne značilnosti ekološkega kmetovanja so: 
- Za pridobivanje rastlinske hrane je izredno pomembno kolobarjenje in ohranjanje ali celo povečevanje rodovitnosti tal.
- Rodovitnost zemlje ohranjajo organska gnojila (kompost, hlevski gnoj) in naravna rudninska gnojila (kamena moka), rastline se varujejo s kolobarjenjem, primerno obdelavo tal in izborom odpornejših sort.
- Pri reji živine je pomembno, da število živali ni večje kot dovoljuje površina kmetije; to pomeni največ dve glavi živine na hektar, saj je kmet povsem odvisen od lastne pridelave krme.
- Živalim je treba zagotoviti gibanje na pašnikih vsaj sto osemdeset dni na leto, določeni so tudi minimalni standardi glede hlevskih površin.
- Prepovedano je krmljenje s krvno in kostno moko ter z vsemi drugimi krmami živalskega porekla. Kmetje, ki se odločijo za ekološko rejo živali, pri krmljenju ne smejo uporabljati hormonov, antibiotikov ter zdravil proti stresu pred zakolom.
- Prepoveduje uporabo gensko spremenjenih organizmov

## Ekološko kmetovanje v Sloveniji
Ekološko kmetovanje se v Sloveniji izvaja od 90. let dvajsetega stoletja. Leta 1999 je bila ustanovljena Zveza združenj ekoloških kmetov Slovenije (ZZEKS). Kmetije, ki so vpisane v register ekoloških kmetij, imajo certifikat, ki zagotavlja pristnost in neoporečnost pridelkov. Podatki o ekoloških kmetijah so dostopni tudi na spletni strani.

## Ekološki certfikat
S širitvijo ekološkega kmetijstva se veča tudi zahtevnost in obseg dejavnosti kontrolnih organizacij. Kmetijski pridelek ali živilo je mogoče označiti kot ekološko, če je zanj izdan certifikat. Pri prodaji pridelkov in živil z označbo ekološki mora biti certifikat na vpogled pri prodajalcu. Pogoji za pridobitev certifikata so opisani v »Pravilniku o ekološki pridelavi in predelavi kmetijskih pridelkov oziroma živil«.
Načeloma so lahko vsi pridelki, ki so pridelani v skladu z minimalnimi zahtevami evropske regulative, v vseh državah članicah EU označeni kot »ekološki« brez dodatnega logotipa. Pomembna pa je navedba oznake ali šifre organizacije za kontrolo, ki je izdala certifikat za pridelek oz. živilo (SI-___- EKO). V mnogih državah članicah EU je potreben tudi logotip nacionalne (lokalne) organizacije za kontrolo. Leta 2000 je bil predstavljen znak EU, ki naj bi poenostavil trgovanje ekoloških pridelkov na mednarodnem trgu z namenom, da bi povečali verodostojnost in zagotovili boljšo identifikacijo teh izdelkov na trgu.

## Ponudba ekoloških izdelkov
Danes lahko ekološka živila kupimo neposredno na ekoloških kmetijah, na eko tržnicah (v Ljubljani, Mariboru, Celju, Kranju, Tolminu in Novem mestu), v specializiranih trgovinah z zdravo prehrano in tudi v večjih trgovinskih verigah, ki na svojih policah tudi prodajajo ekološka živila. V Sloveniji je povpraševanje večje od ponudbe, tako da veliko ekološke hrane tudi uvozimo. Cene ekoloških živil so višje od konvencionalnih predvsem zaradi tega, ker so donosi v rastlinski pridelavi večinoma nižji, nižja pa je tudi prireja v živinoreji. Cilj slovenskega kmetijstva mora biti kakovost in varnost živil in skrb za naravno okolje. Ekološko kmetovanje daje najboljše rezultate na vseh omenjenih področjih.
Izdelke iz ekološke pridelave lahko kupimo tudi v različnih trgovinah, ki so se razširile po Sloveniji. Veliko trgovin prodaja ekološke in druge izdelke, le redke pa prodajajo samo ekološke izdelke.